# Plesioneuron translucens
Plesioneuron translucens är en kärrbräkenväxtart som beskrevs av Holtt. Plesioneuron translucens ingår i släktet Plesioneuron och familjen Thelypteridaceae. Utöver nominatformen finns också underarten P. t. seramense.